# 木乃伊 (BDSM)

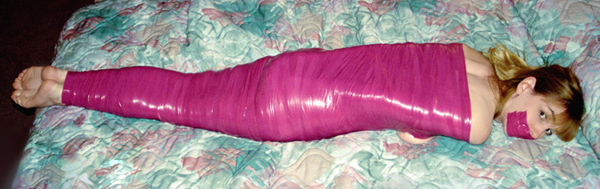
局部木乃伊化

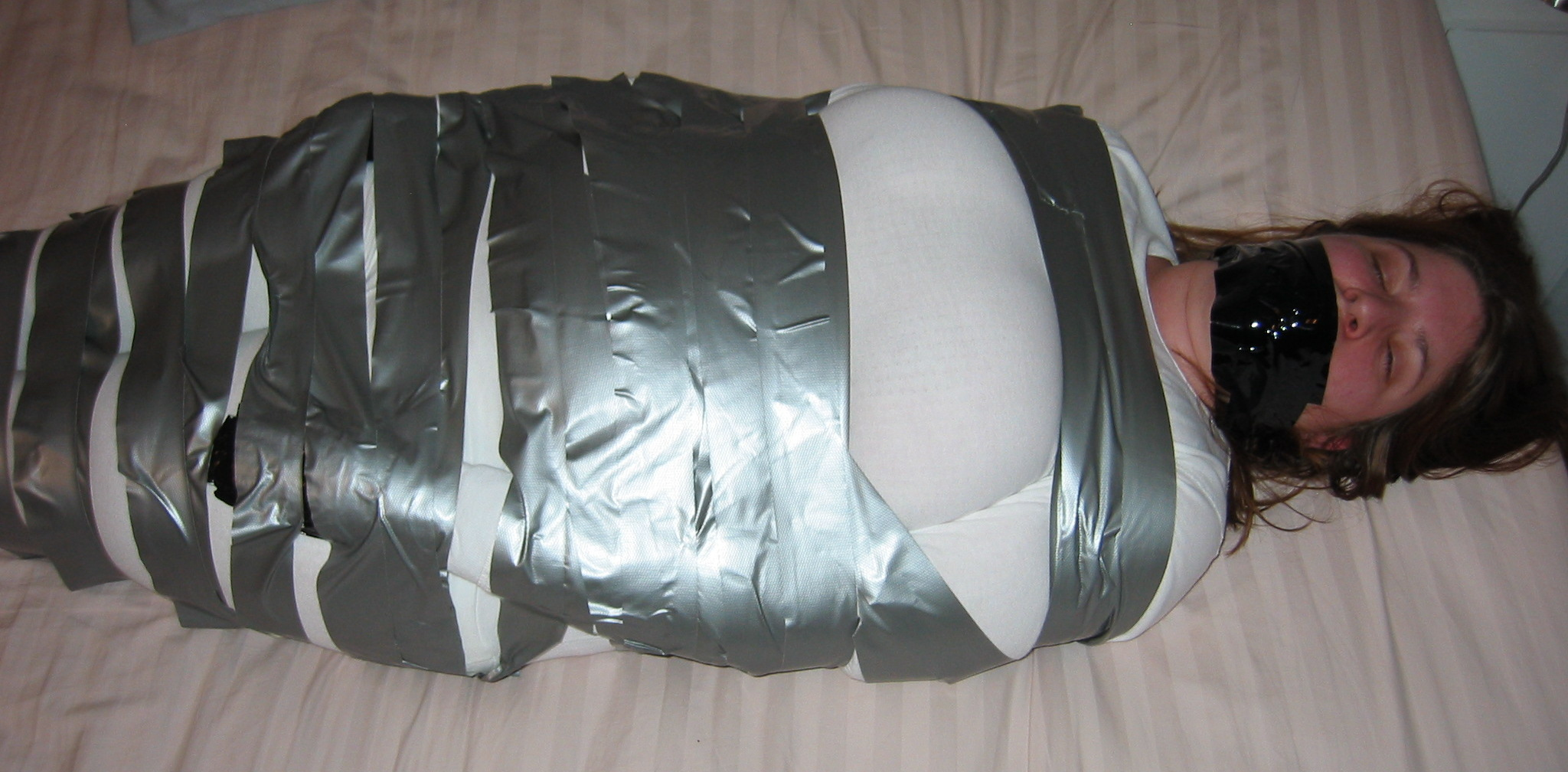
使用胶带进行束缚

木乃伊（英语：mummification），为BDSM的一种，即使用保鲜膜、布、绷带、橡胶条、石膏绷带等物品将一个活人的身体从头到脚或颈部到脚趾进行包裹，使其完全固定，看起来像一个木乃伊。被绑者会因为感官剥夺而产生快感。